# Kásán
Kásán (Kāshān, كاشان, Kasan, Kashan) város Iránban, Iszfahán tartományban. A 2006-os népszámlálás alapján közel 249 ezer fő lakosa volt.

## Fekvése
Teherántól 256 km-re, a Nagy Sós-sivatag határán található település.

## Leírása

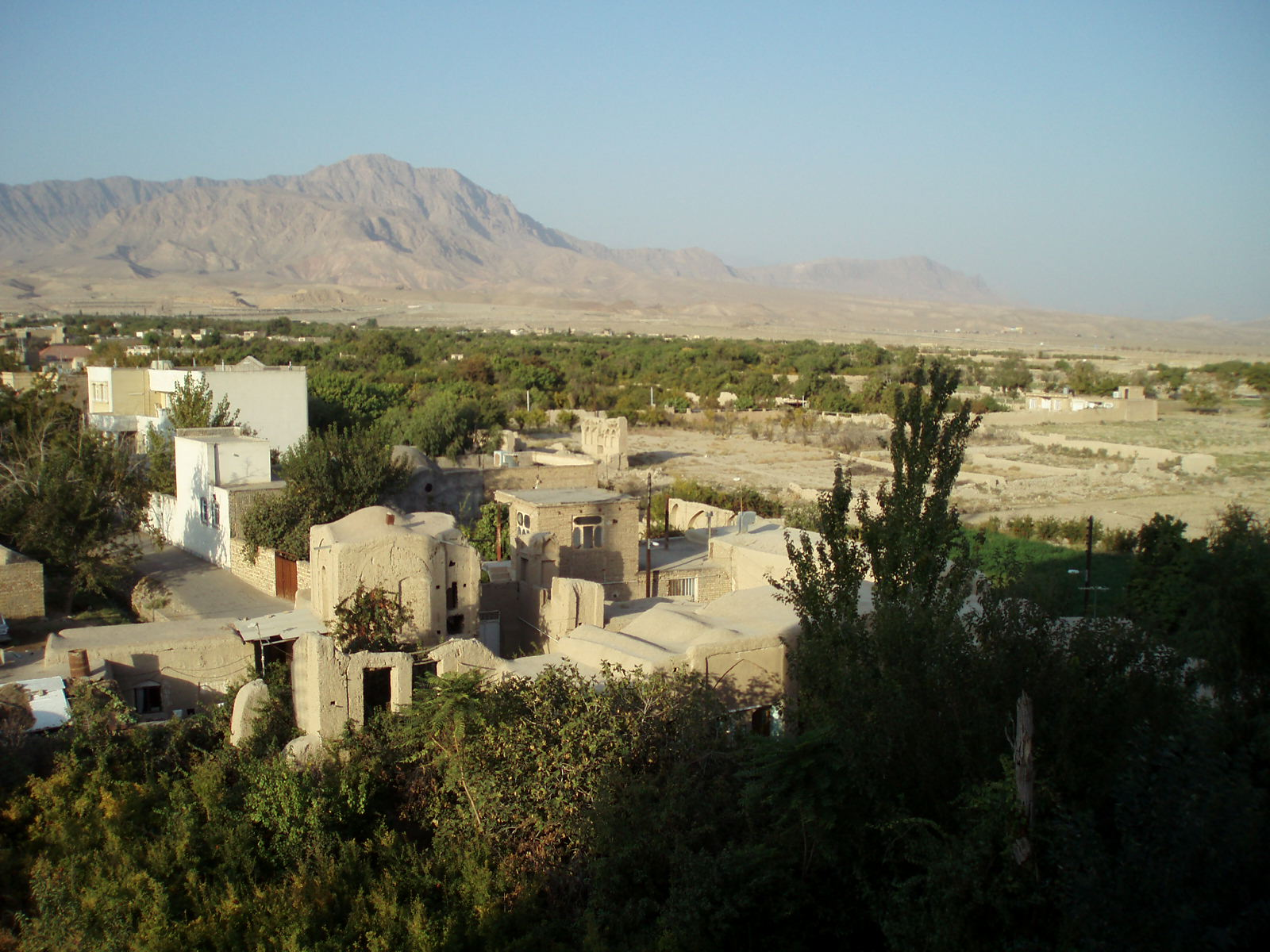

Kásán lakosságának nagyrésze a szőnyegszövésből él. Kásán szőnyegszövő lakosságtól ered állítólag az a legenda is, hogy a napkeleti bölcsek, vagyis a bibliai háromkirályok innen indultak Betlehembe, bár erre semmi bizonyíték sincs, ellenben arról több régi írás is fennmaradt, hogy a városka a Szasszanidák alatt élte fénykorát. Később a szeldzsuk uralom alatt a kerámiaipar központja lett. E városról kapta nevét a Vámbéry Ármin által is emlegetett mázas tégla. Ez az iparág Kasanban ugyan már régen megszűnt, de Iszfahánban újjáélesztették a mázas tégla és csempe gyártását. A város a Szafavidák idején nevezetes volt selyemiparáról is. Hírének elterjedéséről a sivatagok szélén vándorló kereskedőkaravánok gondoskodtak.
1629-ben itt temették el a nagy Abbasz sahot, majd 1642-ben fiát, II. Abbasz sahot is itt koronázták meg.
A várost a 18. században egy nagy földrengés elpusztította, régi fényét azonban már nem nyerte vissza, a romokon új város épült.

## Nevezetességek
- Kásáni bazár - öreg épületei köztük a Borudzserdi-ház
- Masdzsid-i Dzsomé mecset (Péntek mecset)
- Masdzsid-i Mejdán mecset - 1463-ban a Timurida dinasztia idején épült. A hagyományos négy ejván és a mihrabfülkék kasi mázastégla díszítése elragadó látványt nyújt.
- Imamzadeh Habib ibn Musza Mauzóleum - Itt nyugszik Abbasz sah.
- Rózsakertek - A város rózsakertjei és az itt készült rózsavíz messze földön nevezetesek.
- Abbasz sah-karavánszeráj -
- Tepe Szialk - Egy nagy ókori régészeti lelőhely (Tepe, "hegy" vagy "halom") Kashan egyik külvárosában.
- Fin kert - Irán legrégibb fennmaradt kertje.
- Tabátabáei-ház történelmi lakóépület
- Ámeri-ház történelmi lakóépület
- Abbászi-ház